# Житие Стефана Дечанского

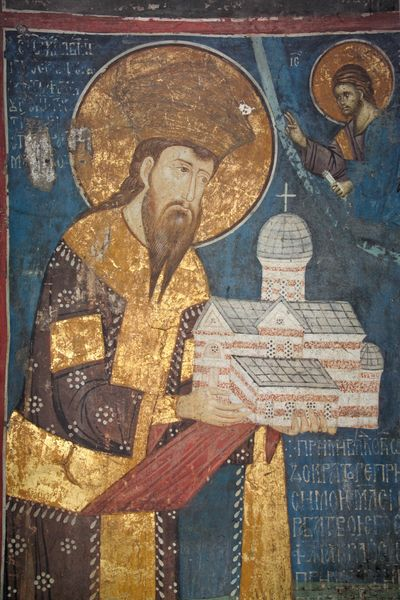
Король Стефан, фрагмент фрески в монастыре Дечани

«Житие Стефана Дечанского» (болг. Житие на Стефан Дечански) — биография сербского короля Стефана Дечанскога, которую написал в 1402—1406 году Григорий Цамблак в монастыре Высокие Дечаны. Представляет собой ценный источник по истории и отношения в связи Дечанского с отцом Милутиным и сыном Стефаном Душаном, в том числе с шурином — болгарским царем Михаилом Шишманом и битвой под Вельбуждом.
По сути, это панегирик, представляющий Дечанского как жертву своего отца Милутина, а затем Шишмана и Душана. Однако жития представляет собой оригинальный труд, содержащий чрезвычайно ценные исторические сведения и изображения. Жития является единственной оригинальной инкунабулой и, хотя и в сокращенном виде, была напечатана вместе с «Псалтирью» 22 сентября 1495 года в Цетинском монастыре иеромонахом Макарием.